# EHF Champions League mannen 1997/98
De EHF Champions League 1997/98 was de achtendertigste editie van de hoogste handbalcompetitie voor clubs in Europa.

## Deelnemers
| Eerste ronde | Eerste ronde |
| --- | --- |
| - HK Shoumen: Kampioen van Bulgarije - SPE Strovolos: Kampioen van Cyprus - Vestmanna IF: Kampioen van Faeröer | - Jara Promet Resa: Kampioen van Macedonië - Dinamo Bucarest: Kampioen van Roemenië - TJ VSZ Kosice: Kampioen van Slowakije |
| Tweede ronde | |
| - Initia HC Hasselt: Kampioen van België - Virum-Sorgenfri HK: Kampioen van Denemarken - TBV Lemgo: Kampioen van Duitsland - BK-46 Karis: Kampioen van Finland - US Ivry: Kampioen van Frankrijk - GE Verias: Kampioen van Griekenland - Fotex Veszprém: Kampioen van Hongarije - KA Akureyri: Kampioen van IJsland - Hapoel Rishon LeZion: Kampioen van Israël - Pallamano Trieste: Kampioen van Italië - Red Star: Kampioen van Joegoslavië - Badel 1862 Zagreb: Kampioen van Kroatië - Granitas Kaunas: Kampioen van Litouwen - Red Boys Differdange: Kampioen van Luxemburg - Horn Sittardia: Kampioen van Nederland | - Drammen HK: Kampioen van Noorwegen - Schachtjor Donetsk: Kampioen van Oekraïne - Sparklasse Bruck: Kampioen van Oostenrijk - Slask Cussons Wroclaw: Kampioen van Polen - ABC Braga: Kampioen van Portugal - Kaustik Volgograd: Kampioen van Rusland - FC Barcelona: Titelhouder 1996/97 - Prosesa Ademar Leon: Vice-kampioen van Spanje - Celje: Kampioen van Slovenië - CS Cabot Zubří: Kampioen van Tsjechië - Cankaya Belediye Ankara: Kampioen van Turkije - SKA Minsk: Kampioen van Wit-Rusland - Redbergslids IK: Kampioen van Zweden - Pfadi Winterthur: Kampioen van Zwitserland |

## Kwalificatieronde

### Eerste ronde
| Team 1           | Score   | Team 2          | 1       | 2       |
| ---------------- | ------- | --------------- | ------- | ------- |
| Jara Promet Resa | 66 - 51 | SPE Strovolos   | 39 - 21 | 27 - 30 |
| Vestmanna IF     | 37 - 41 | Dinamo Bucarest | 20 - 25 | 17 - 16 |
| TJ VSZ Kosice    | 56 - 48 | HK Shoumen      | 27 - 17 | 29 - 31 |

### Tweede ronde
| Team 1                | Score   | Team 2                  | 1       | 2       |
| --------------------- | ------- | ----------------------- | ------- | ------- |
| Fotex Veszprém        | 64 - 51 | Kaustik Volgograd       | 31 - 22 | 33 - 29 |
| GE Verias             | 48 - 64 | Badel 1862 Zagreb       | 23 - 25 | 25 - 39 |
| Sparklasse Bruck      | 44 - 61 | Prosesa Ademar Leon     | 23 - 28 | 21 - 33 |
| BK-46 Karis           | 48 - 52 | Drammen HK              | 24 - 23 | 24 - 29 |
| Granitas Kaunas       | 46 - 51 | KA Akureyri             | 27 - 23 | 19 - 28 |
| Red Boys Differdange  | 47 - 67 | Pfadi Winterthur        | 20 - 32 | 27 - 35 |
| SKA Minsk             | 46 - 46 | Red Star                | 32 - 24 | 14 - 22 |
| TJ VSZ Kosice         | 46 - 56 | Virum-Sorgenfri HK      | 24 - 26 | 22 - 30 |
| Celje                 | 59 - 54 | Redbergslids IK         | 29 - 24 | 30 - 30 |
| Horn Sittardia        | 34 - 48 | ABC Braga               | 18 - 29 | 16 - 19 |
| FC Barcelona          | 71 - 42 | Cankaya Belediye Ankara | 34 - 12 | 37 - 30 |
| Slask Cussons Wroclaw | 50 - 52 | Pallamano Trieste       | 31 - 21 | 19 - 31 |
| CS Cabot Zubří        | 61 - 48 | Dinamo Bucarest         | 35 - 22 | 26 - 26 |
| Hapoel Rishon LeZion  | 49 - 43 | US Ivry                 | 27 - 22 | 22 - 21 |
| TBV Lemgo             | 67 - 36 | Initia HC Hasselt       | 36 - 18 | 31 - 18 |
| Jara Promet Resa      | 50 - 49 | Schachtjor Donetsk      | 27 - 23 | 23 - 26 |

## Groepsfase

### Groep A
| Pos | Club              | Wed | W | G | V | Ptn | DV  | DT  | +/− | Opmerking                     |
| --- | ----------------- | --- | - | - | - | --- | --- | --- | --- | ----------------------------- |
| 1   | Celje             | 6   | 5 | 0 | 1 | 10  | 162 | 133 | +29 | 00Geplaats voor kwartfinale00 |
| 2   | Badel 1862 Zagreb | 6   | 4 | 0 | 2 | 8   | 158 | 141 | +17 | 00Geplaats voor kwartfinale00 |
| 3   | Pallamano Trieste | 6   | 2 | 0 | 4 | 4   | 141 | 149 | -8  |                               |
| 4   | KA Akureyri       | 6   | 1 | 0 | 5 | 2   | 132 | 170 | -38 |                               |

### Groep B
| Pos | Club                | Wed | W | G | V | Ptn | DV  | DT  | +/− | Opmerking                     |
| --- | ------------------- | --- | - | - | - | --- | --- | --- | --- | ----------------------------- |
| 1   | Pfadi Winterthur    | 6   | 4 | 1 | 1 | 9   | 168 | 147 | +21 | 00Geplaats voor kwartfinale00 |
| 2   | Prosesa Ademar Leon | 6   | 4 | 1 | 1 | 9   | 191 | 157 | +34 | 00Geplaats voor kwartfinale00 |
| 3   | Red Star            | 6   | 2 | 0 | 4 | 4   | 164 | 180 | -16 |                               |
| 4   | Drammen HK          | 6   | 1 | 0 | 5 | 2   | 138 | 177 | -39 |                               |

### Groep C
| Pos | Club                 | Wed | W | G | V | Ptn | DV  | DT  | +/− | Opmerking                     |
| --- | -------------------- | --- | - | - | - | --- | --- | --- | --- | ----------------------------- |
| 1   | FC Barcelona         | 6   | 5 | 1 | 0 | 11  | 179 | 128 | 51  | 00Geplaats voor kwartfinale00 |
| 2   | ABC Braga            | 6   | 3 | 1 | 2 | 7   | 139 | 140 | -1  | 00Geplaats voor kwartfinale00 |
| 3   | Hapoel Rishon LeZion | 6   | 3 | 0 | 3 | 6   | 142 | 166 | -24 |                               |
| 4   | Virum-Sorgenfri HK   | 6   | 0 | 0 | 6 | 0   | 135 | 166 | -31 |                               |

### Groep D
| Pos | Club             | Wed | W | G | V | Ptn | DV  | DT  | +/− | Opmerking                     |
| --- | ---------------- | --- | - | - | - | --- | --- | --- | --- | ----------------------------- |
| 1   | TBV Lemgo        | 6   | 4 | 1 | 1 | 9   | 164 | 145 | 19  | 00Geplaats voor kwartfinale00 |
| 2   | Fotex Veszprém   | 6   | 4 | 1 | 1 | 9   | 168 | 144 | 24  | 00Geplaats voor kwartfinale00 |
| 3   | Jara Promet Resa | 6   | 2 | 0 | 4 | 4   | 159 | 168 | -9  |                               |
| 4   | CS Cabot Zubří   | 6   | 1 | 0 | 5 | 2   | 148 | 182 | -34 |                               |

## Eindronde

### Kwartfinale
| Team 1              | Score   | Team 2           | 1       | 2       |
| ------------------- | ------- | ---------------- | ------- | ------- |
| Prosesa Ademar Leon | 50 – 61 | Celje            | 24 – 26 | 26 – 35 |
| Badel 1862 Zagreb   | 51 – 45 | Pfadi Winterthur | 27 – 24 | 24 – 21 |
| Fotex Veszprém      | 60 – 60 | FC Barcelona     | 33 – 28 | 27 – 32 |
| ABC Braga           | 51 – 55 | TBV Lemgo        | 25 – 29 | 26 – 26 |

### Halve finale
| Team 1            | Score   | Team 2    | 1       | 2       |
| ----------------- | ------- | --------- | ------- | ------- |
| FC Barcelona      | 63 – 56 | TBV Lemgo | 31 – 22 | 32 – 43 |
| Badel 1862 Zagreb | 51 – 45 | Celje     | 27 – 20 | 24 – 25 |

### Finale
Finale wedstrijd 1
| 18 april 1998 18:00 | FC Barcelona | 28 - 18 | Badel 1862 Zagreb | Palau Blaugrana, Barcelona Scheidsrechters: Helmut Wille, Horst Vorderleitner (AUT) |
| 18 april 1998 18:00 | (10-10)      |         |                   | Palau Blaugrana, Barcelona Scheidsrechters: Helmut Wille, Horst Vorderleitner (AUT) |
| 18 april 1998 18:00 | 2× 3×        | Raport  | 2× 4× 3×          | Palau Blaugrana, Barcelona Scheidsrechters: Helmut Wille, Horst Vorderleitner (AUT) |

Finale wedstrijd 2
| 25 april 1998 18:00 | Badel 1862 Zagreb | 28 - 18 | FC Barcelona | Zagreb Scheidsrechters: Svein Olav Oie, Bjorn Hogsnes (NOR) |
| 25 april 1998 18:00 | (9-10)            |         |              | Zagreb Scheidsrechters: Svein Olav Oie, Bjorn Hogsnes (NOR) |
| 25 april 1998 18:00 | 2× 4×             | Raport  | 1× 4×        | Zagreb Scheidsrechters: Svein Olav Oie, Bjorn Hogsnes (NOR) |